# Olićko jezero
Olićko jezero je bosanskohercegovačko jezero nedaleko naselja Olići kod Šipova. Oblika je trokuta sa zaobljenim kutovima. Dužina jezera iznosi 250, a širina 200 metara. Količina vode u jezeru se mijenja pa je tako nešto veća u zimskom razdoblju. Dio jezera je obrastao trskom i šašom. U jezeru obitavaju različite vrste algi i barskih životinja.
Jezero se nalazi ispod uzvišenja Kozila na nadmorskoj visini od 600 metara. Dubina ovog prirodnog jezera koje je nastalo u tektonskom udubljenju je 30 metara. Geomorfološki je spomenik prirode.